# 대천 (경상북도)
대천(大川)은 경상북도 경주시 서면 도리의 인내산지에서 발원하여 남류하다가 서면 중심지에서 동류하고, 건천읍을 거치고 고천과 합류하여 중앙선, 국도 제4호선의 경로와 비슷하게 흐르다가 경주시 탑동의 형산강으로 흘러드는 강이다. 네이버 지도에는 고현천(古縣川)이라고 표기되어 있다.